# 阿格 (喀布尔)
34°31′25″N 69°10′44″E / 34.52361°N 69.17889°E
阿格（波斯語：‎，在达里语和普什图语是城堡的意思），位于阿富汗首都喀布尔市中心阿克巴汗区富人区，占地83英亩。1880年在英属印度军队破坏巴拉希萨尔堡后建造。一直是阿富汗国王王宫，1978年推翻国王，此地又成为总统府，它的主人经历了从君主阿布杜爾·拉赫曼汗到前任总统阿什拉夫·加尼。
2021年8月15日，塔利班進入阿格，宣告阿富汗伊斯蘭共和國政府倒台。隨後宣布阿富汗伊斯蘭酋長國重新成立。目前阿富汗内阁包括总理在此办公，而最高领导人则留在坎大哈。

## 历史
阿格在1880年国王拉赫曼汗登基后建造。阿格设计成被水渠围绕的城堡。拉赫曼汗将其命名为Arg-e-Shahi（国王的城堡），阿格包含了拉赫曼汗的家庭住宅、军营和国库。此前，巴拉希萨尔堡是阿富汗的王宫，直至1878–80年第二次英国-阿富汗战争巴拉希萨尔堡被破坏。
阿格被历任阿富汗君主和总统作为王宫和总统府，然而哈菲佐拉·阿明将塔日别克宫作为他的住宅。阿格经历了不同统治者的维修、翻新。1978年4月28日，四月革命中，穆罕默德·达乌德汗总统和他的家人在阿格内被阿富汗人民民主党（PDPA）成员暗杀。
伊斯兰共和国时期，阿格为总统府（总统城堡）。有下列机构办公：
- 古尔卡纳作为总统阿什拉夫加尼总统的办公室和总统礼仪接待厅；
- 总统参谋长办公室；
- 国家安全顾问办公室；总统发言人办公室。
- 阿富汗国家安全部队（ANSF）办公室。
- 用于接待各种代表团或举行大型会议。

## 画廊

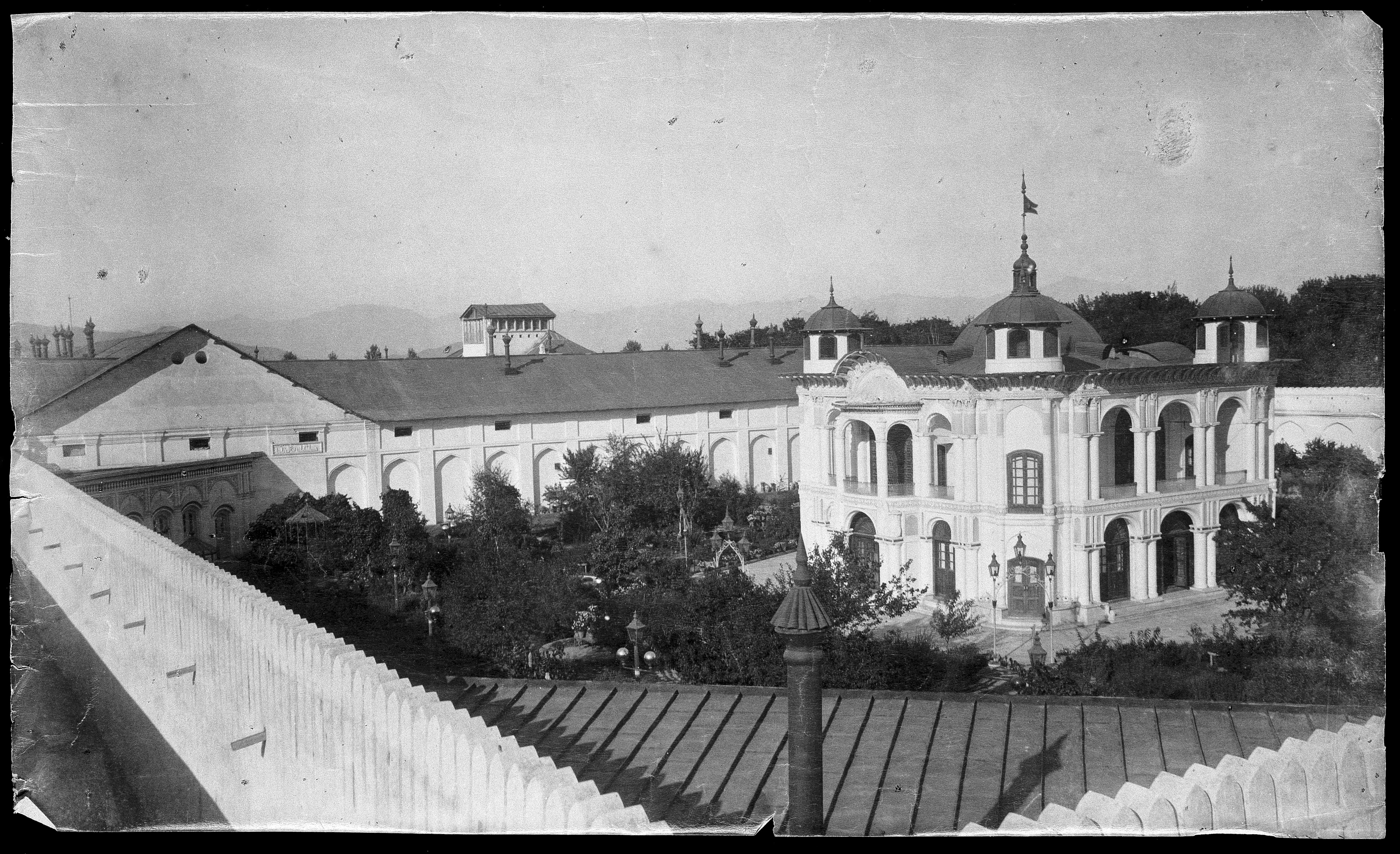
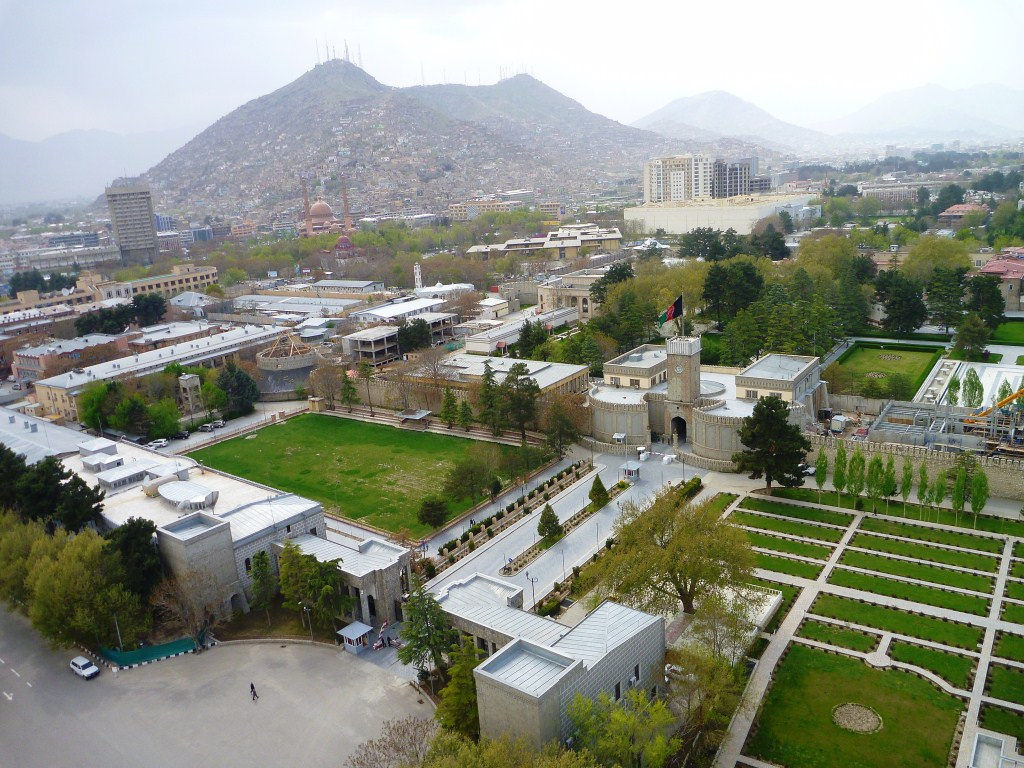
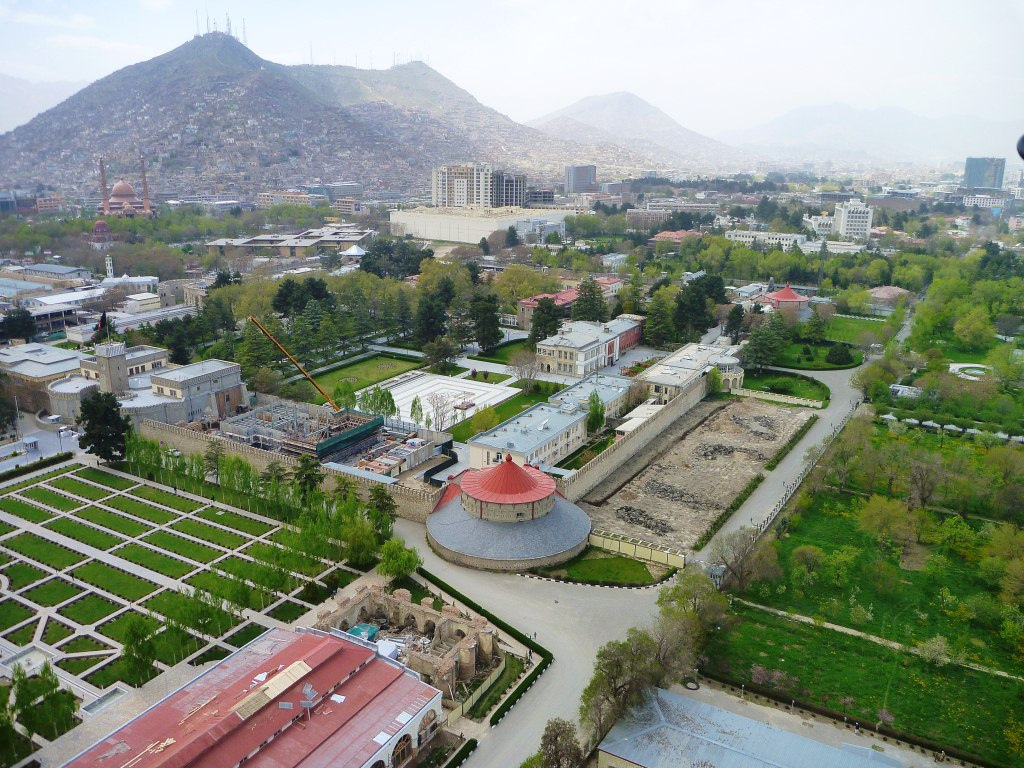
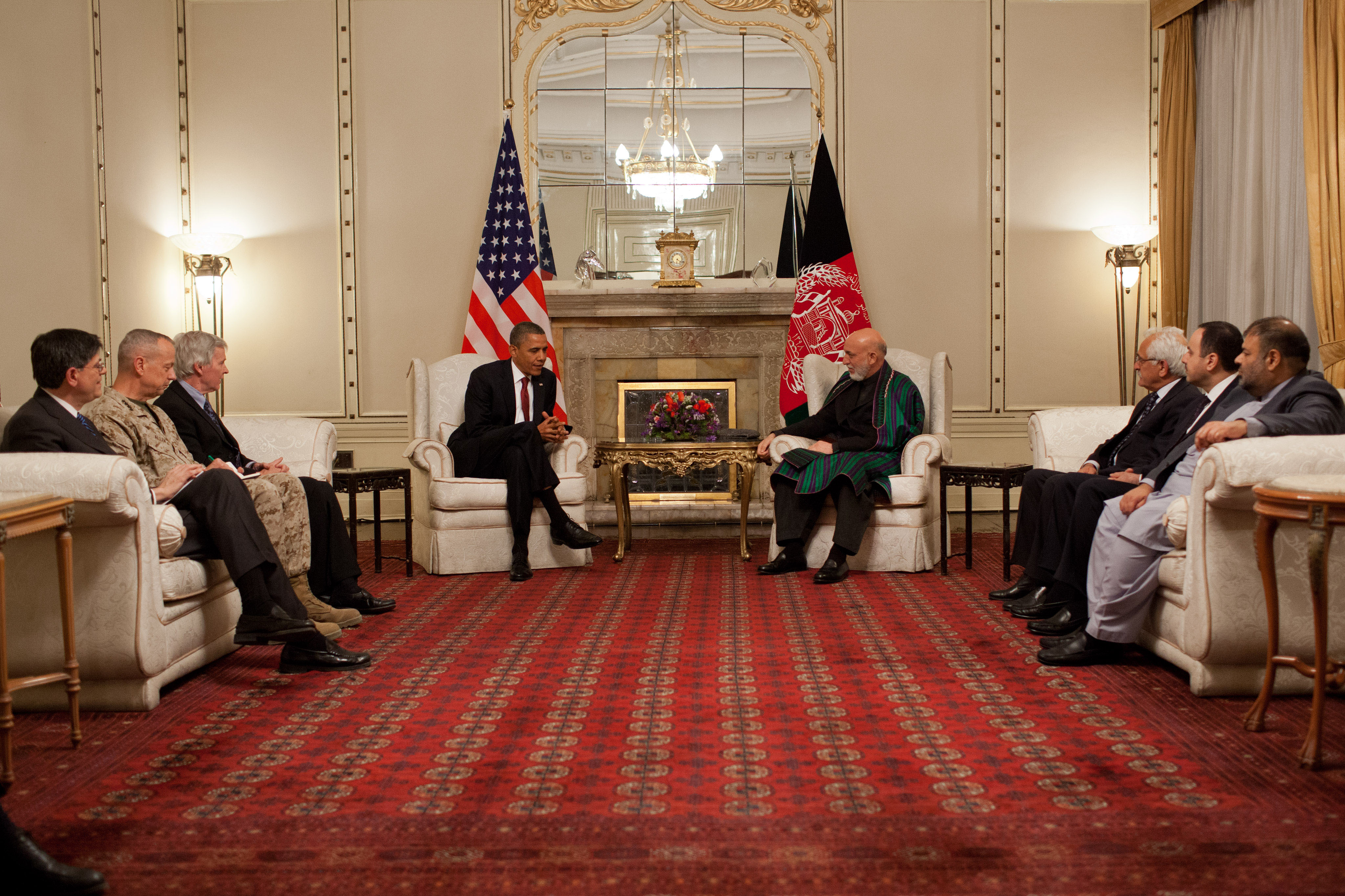
美国总统贝拉克·奥巴马与阿富汗总统哈米德·卡尔扎伊于2012年5月在喀布尔签署美国-阿富汗战略协定（英语：U.S.-Afghanistan Strategic Partnership Agreement）
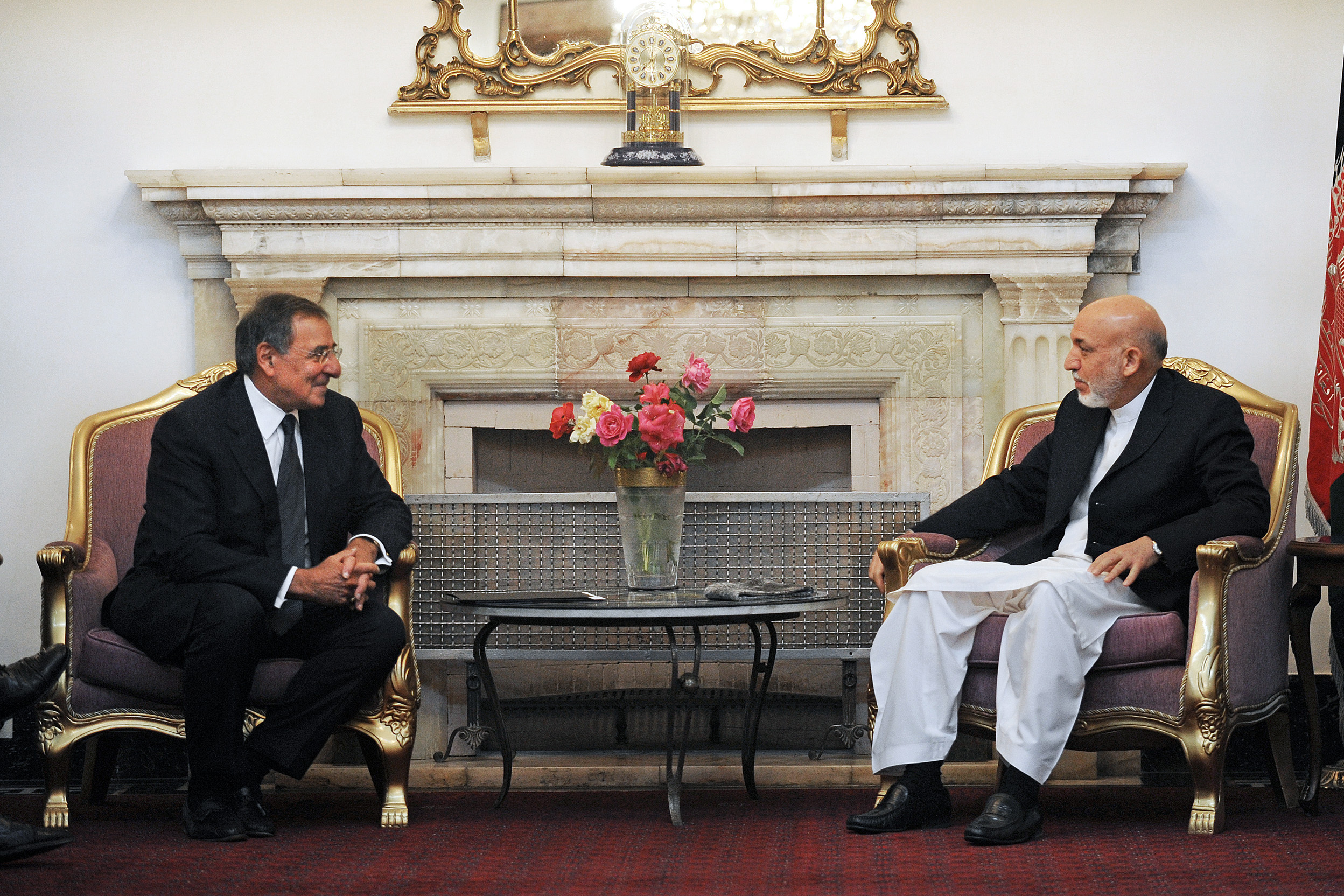
2011年5月9日，美国国防部长莱昂·帕内塔与阿富汗总统哈米德·卡尔扎伊在位于喀布尔的总统府会晤。
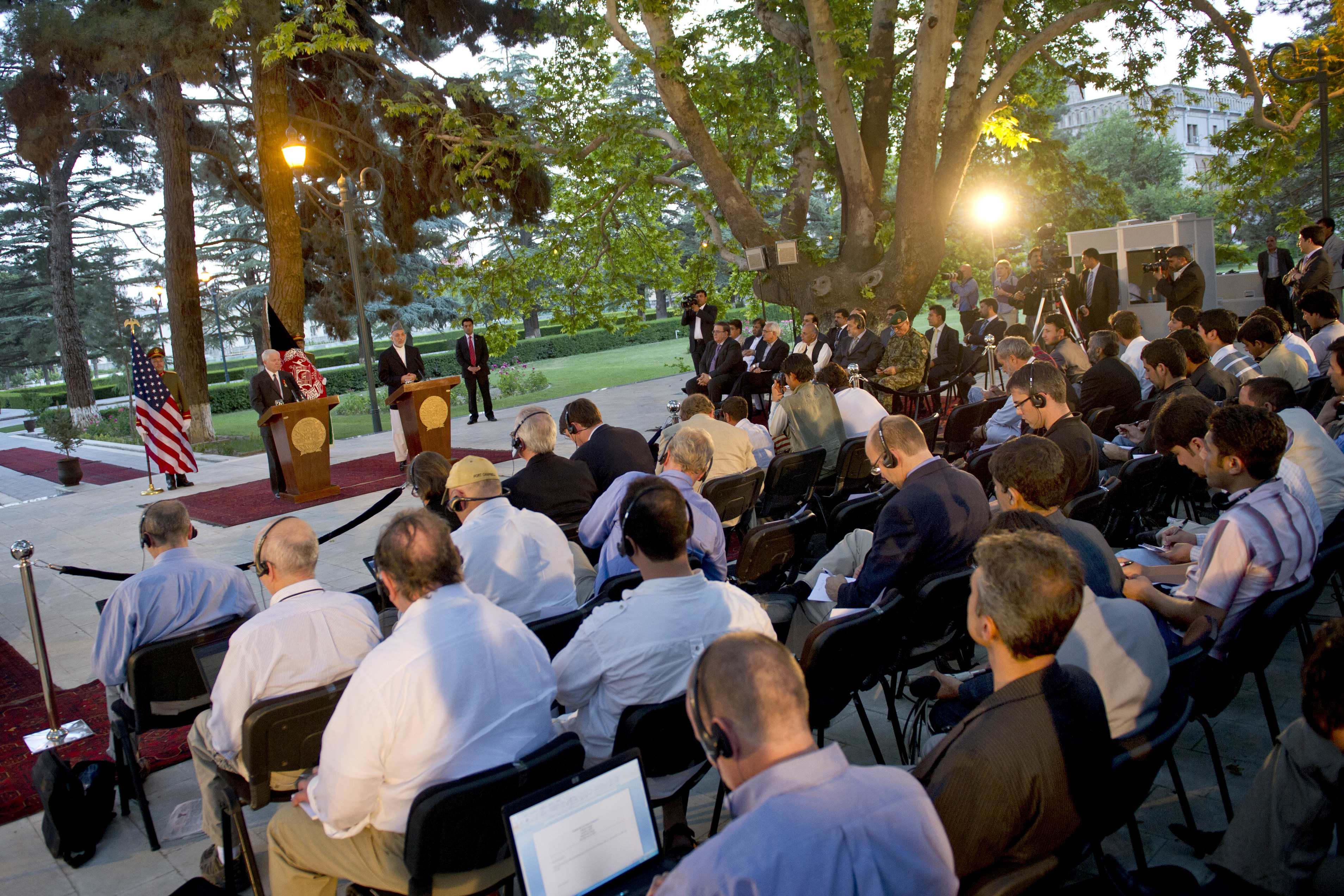
2011年6月4日，美国国防部长罗伯特·盖茨和阿富汗总统哈米德·卡尔扎伊在位于喀布尔的总统府举行记者招待会。
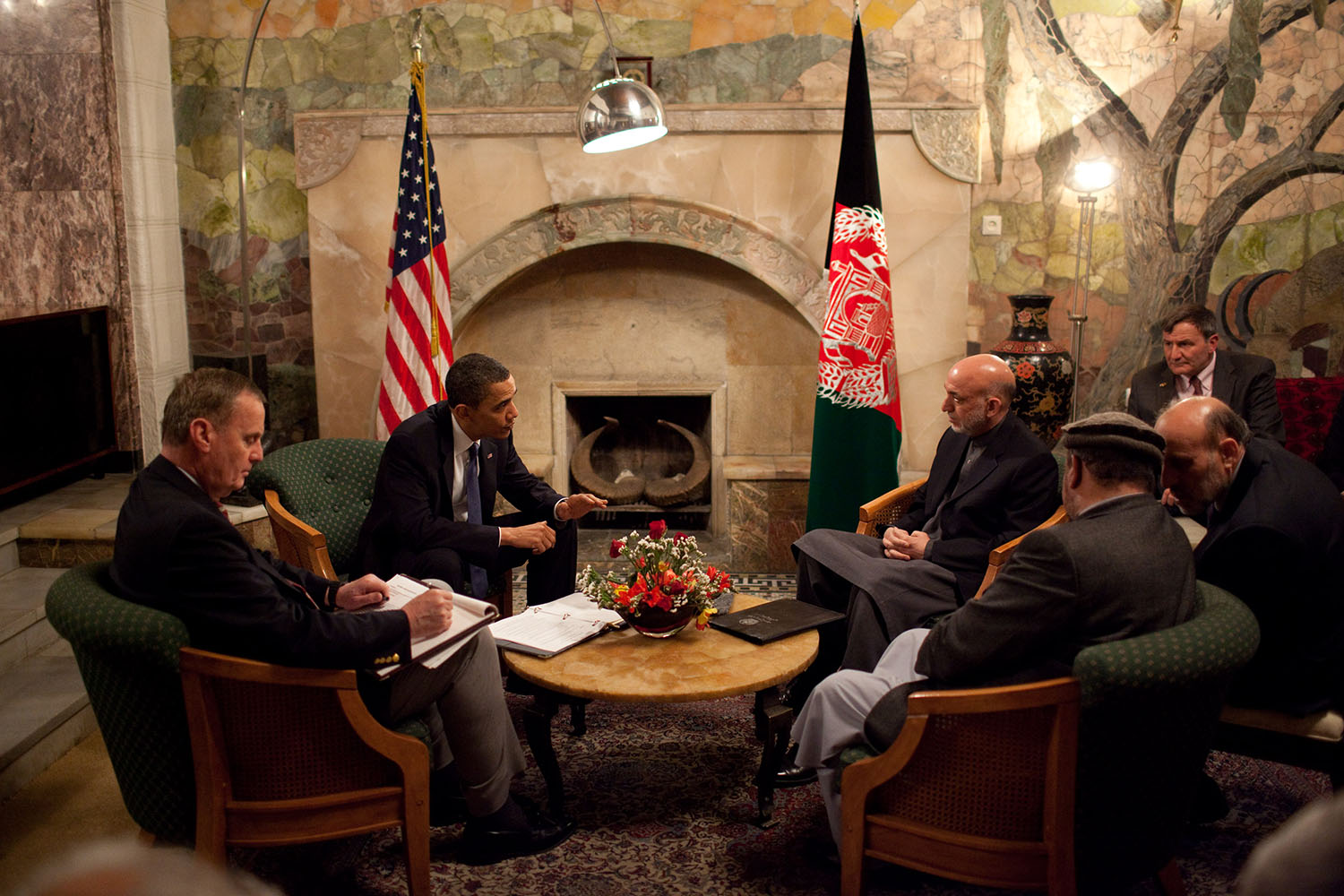
2010年3月28日，美国总统贝拉克·奥巴马与阿富汗总统哈米德·卡尔扎伊在位于喀布尔的总统府会晤。
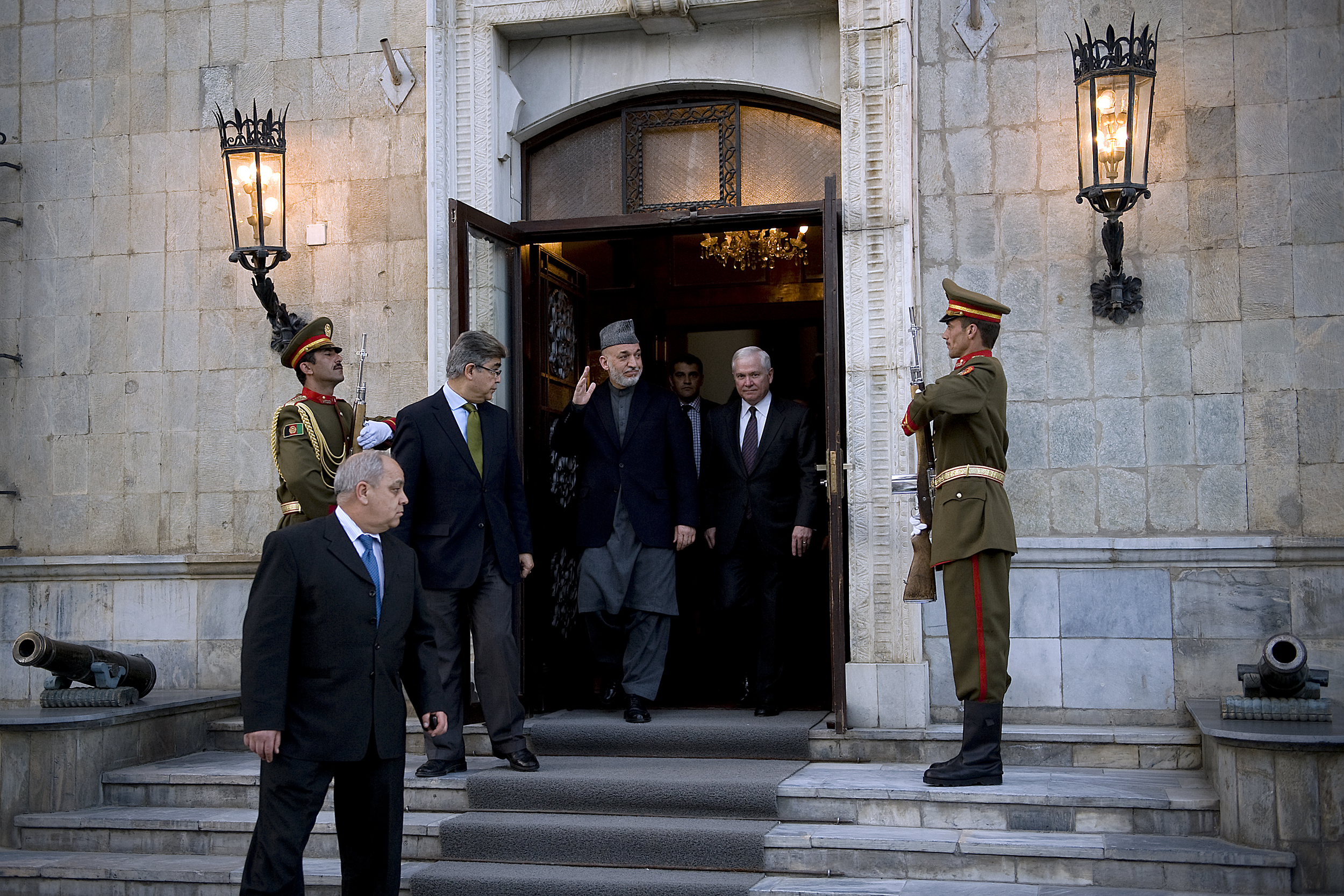
2010年3月8日，美国国防部长罗伯特·盖茨和阿富汗总统哈米德·卡尔扎伊一起在位于喀布尔的总统府内散步。
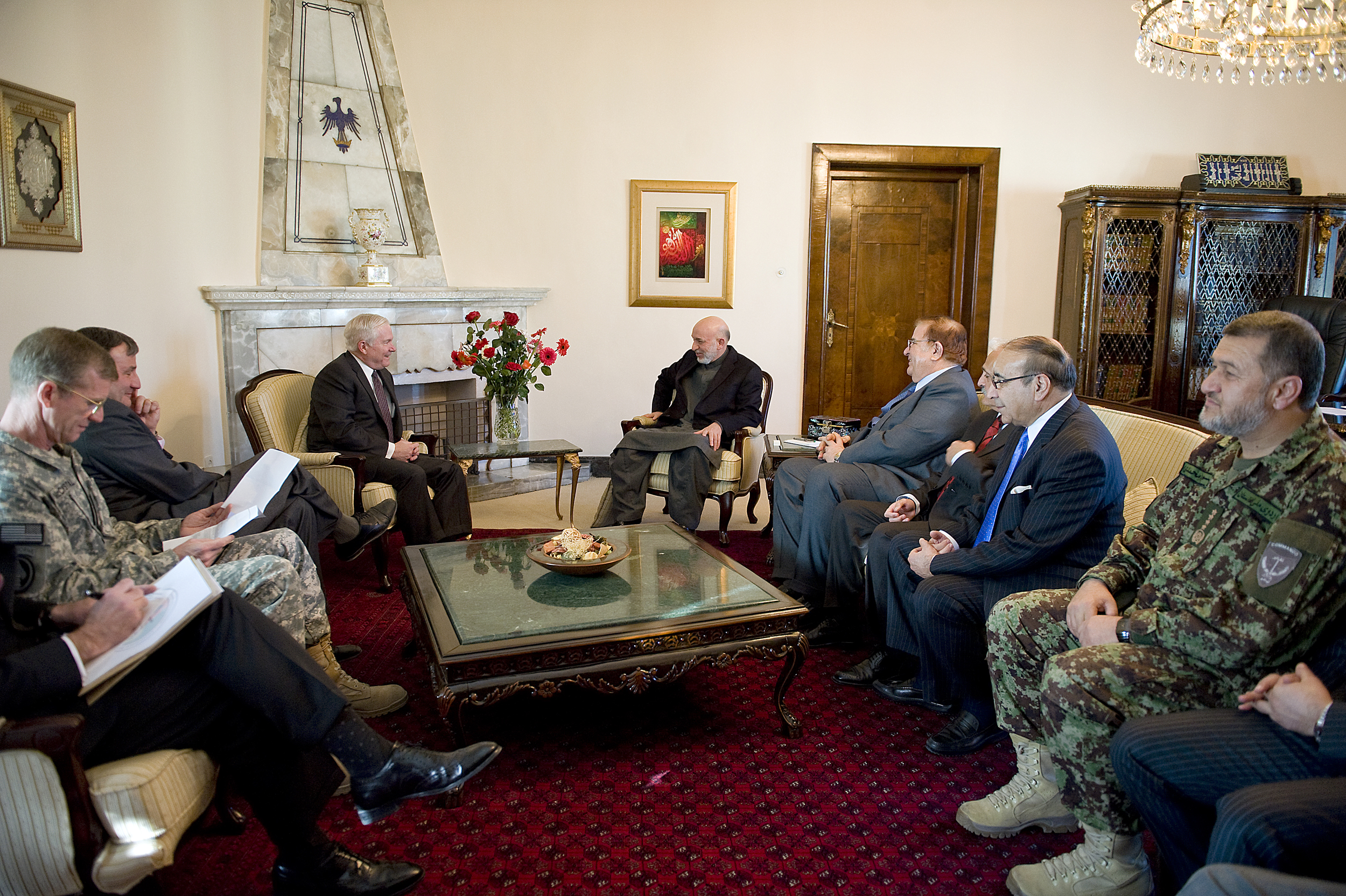
2010年3月8日，美国国防部长罗伯特·盖茨（中左）与阿富汗总统哈米德·卡尔扎伊在喀布尔会晤。
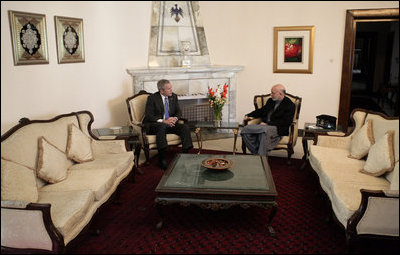
2006年3月1日，美国总统乔治·沃克·布什和阿富汗总统哈米德·卡尔扎伊在总统府交谈。